# مملكة النرويج (1814)
في آب 1814، وبعد خسارةٍ في الحرب السويدية-النرويجية، أُجبرت مملكة النرويج على الانضمام في اتحادٍ شخصيّ مع مملكة السويد، ونتيجةً لذك تعضرت لحصارٍ بحريّ من الإمبراطورية البريطانية؛ لكنها بقيت مستقلة إلى حدٍ كبير ضمن الاتحاد. على الرغم من أن الطموحات القومية لم تتحقق بالكامل حتى أحداث 1918، فقد كانت سنة 1914 كانت سنة أزمة ونقطة التحول مجريات الأحداث التي أدت إلى حصول النرويج على استقلالها الكامل.
في تلك سنة، في اسكندنافيا، كان هنالك ملكين مستقبلين طامحين والذين ربما كانا يأملان بتوحيد السويد، والدنمارك، والنرويج تحت عرشيهما. كان الشعب النرويجيّ وقادته عالقين في وسط هذا التنافس، محاولين لاستغلال تلك الأزمة لتحقيق قدر كبير من حق تقرير المصير.

## قبل 1814
أصبحت الدنمارك-النرويج متورطة في الجانب الفرنسي في الحروب النابليونية خلال مشارتكها في حرب السفن المدفعية. فقدت الدنمارك-النرويج أسطولها، وكانت تقريباً بدون دفاعات عندما تغيرت مجريات معركة ضد فرنسا. أغلقت البحرية الملكية البريطانية كل الموانئ النرويجية بفعالية منذ 1808، وهكذا كسرت روابطها مع الدنمارك، وتاركةً النرويج لتتولى أمورها. وفي ظل هذه الظروف، ازداد التوتر في النرويج، وتم تشكيل حركة استقلال في 1809. تصدى الجيش النرويجي للحملة السويدية على النرويج في 1808-1809، ما جعل النروجيين ميالين أكثر للاستقلال. تُعرف سنتي 1812 و 1813 بالمجاعة الشديدة بسبب الحصار، وكانت مشقات الحياة عالقة في ذاكرة الشعب النرويجي لمدةٍ طويلة.

## معاهدة كيل
في 7 كانون الثاني 1814، كانت القوات السويدية، والألمانية، والروسية على وشك اجتياح الدنمارك بقيادة ولي عهد السويد المنتخب كارل جون، كان فريدريك السادس جاهزاً للتنازل عن النرويج لملك السويد من أجل تجنب احتلال يوتلاند. فوض ملكُ الدنمارك فريدريك السادس مبعوثه إدموند بوركه للتفاوض على معاهدة سلام مع السويد وبريطانيا على هذه البنود، مقابل انسحاب جميع القوات المتحالفة من الأراضي الدنماركية وبعض التعويضات الإقليمية. وكذلك كان عليه الانضمام إلى القوى المتحالفة في قتالها ضد نابليون. صيغت هذه البنود رسمياً ووُقّع عليها في معاهدة كيل في 14 كانون الثاني، حيث فاوضت الدنمارك حتى تحافظ على سيادتها في المملتكات النرويجية لغرينلاند، وجزر فارو، وآيسلندا. كانت هنالك مراسلات سرية مع الحكومة البريطانية وضعت ضغوطاً على الأطراف المتفاوضة للتوصل إلى اتفاقٍ لتجنب اجتياح شامل للدنمارك. أرسل برنادوت خطاباً إلى حكومات كلاً من بروسيا، والنمسا، والمملكة المتحدة ليشكرهم على دعمهم، ومشيداً بالدور الروسي في مفاوضات السلام، ومتوخياً المزيد من الاستقرار في منطقة الشمال.
لم تصل هذه الأخبار حتى نهاية كانون الثاني، في رسالةٍ من الملك في 18 كانون الثاني من الملك الدنماركي إلى الشعب النرويجي، حيث ذكر فيها أنه يعفيهم من قسم الولاء له ولسلالته. وفي رسالةٍ سرية في 17 كانون الثاني من الملك إلى ابن عمه ونائب الملك في النرويج (الأمير كريستيان فريدريك)، ووصلت الرسالة في 24 كانون الثاني، كانت الرسالة تحتوي على التفاصيل الأكثر أهمية عن المعاهدة، لكن الأمير قرر أن يبقى في النرويج ريثما ينظر في ردة فعله. كانت تعليمات الرسالة توعزه بأن يسلم الحصون النرويجية إلى القوات السويدية ومن ثم عليه أن يعود إلى الدنمارك.
أُبلغ العامة عن المعاهدة في 26 كانون الثاني في مقالة خضعت للرقابة في صحيفة الـ«تيدن» (Tiden)، تحت عنوان رئيسي «السلام، السلام في الشمال!». لم تنقل المقالة حقيقة أن الملك قد تنازل مملكته لصالح ملك السويد، العدو التاريخي للنرويج. وفي سوق شباط السنوي في كريستيانا، لاحظ راهبٌ محليّ أن السوق محاطٌ بإشاعاتٍ عن المعاهدة، مع وجود توتر عند الحاضرين. مع انتشار الخبر، كان واضحاً للمثقفين النرويجيين أن الشعبَ اهين بهذه المعاهدة، بتسليمهم كماشية إلى سلطة أجنبية.

## محاولة كريستيان فريدريك للإصلاح
نائب الملك ووريث عرشي الدنمارك والنرويج، الأمير كريستيان فريدريك، أصر على عصيان تعليمات مليكه وأن يبادر بقيادة تمرد ليحافظ على وحدة الدولة، وإن أمكن الاتحاد مع الدنمارك. عَلِمَ الملك عن هذه الخطط برسالةٍ سرية في كانون الأول 1813. وتم توجيه الأمير لإبقاء الاتحاد مع الدنمارك سليماً؛ لكن لم يكن ذلك متوافقاً مع رغبات النرويجيين في ذلك الوقت. في النرويج، كان الشعور السائد بأن النرويج «قد بيعت» إلى السويد، عدوهم الدائم.
أجبرت المشاكلُ المالية الأميرَ في 27 كانون الثاني أن يأمر باصدار أوراقٍ نقدية بكمية 3 ملايين ريغسبانكدالر (Rigsbankdaler)، وتصدر عن مصرف النرويج الملكي المؤقت، وتكون مختومة بشعار النبالة النرويجي. تلك العملة والتي كانت تُدعى «عملة الأمير» كانت ضرورية للحفاظ على عجلة الحكومة دائرة؛ لكنها أسهمت في الحالة المالية المتخبطة الموجودة وتسريع التضخم. كان سبب الأزمة هو رفض الملك فريدريك السادس تأسيس مصرف النرويج.
قرر كريستيان فريدريك أن يُطالب بعرش النرويج كوريثٍ شرعيّ، ويقيمُ حكومةً مستقلة ويضع نفسه على رأسها. في الأسبوع قبل 30 كانون الثاني، قام الأمير بجولةٍ في مناطق في النرويج ورأى الرغبة الحقيقية والكاذبة للقتال في كل مكانٍ زاره. وسرعان ما فهم أن بإمكانه استخدام تلك المشاعر لصالحه. في 30 كانون الثاني، استشار العديد من المستشارين النرويجيين البارزين، ناقشهم بأن ليس للملك فريدريك حق قانوني بالتخلي عن ميراثه، مؤكداً أنه الملك الشرعي للنرويج، وأن للنرويج الحق بتقرير المصير. وافقه مجلسه الغير منتخب، الأمر الذي مهد لحركة الاستقلال. وبعد هذا اليوم، أكمل رحلته متجهاً مباشرةً إلى تروندهايم.
في 2 شباط، عَلِمَ الشعب النرويجي أن بلده تم التنازل عنه لملك السويد. كان هنالك حماسٌ متزايد نحو أفكار كريستيان فريدريك لأجل نرويج مستقلة.
في 8 شباط، رد برنادوت بالتهديد بأن يرسل جيشاً ليحتل النرويج، ووعد باتفاقٍ دستوري، وهدد باستمرار حظر الحبوب عن النرويج إن لم تُستجاب مطالب السويد في معاهدة كيل. لكن في ذلك الوقت، كان محاطاً بالمعارك الختامية، مما أعطى النرويجيين وقتاً ليطوروا خططهم.